# 諾韋塞洛 (舍佩蒂夫卡區)
49°55′45″N 26°50′3″E / 49.92917°N 26.83417°E
諾韋塞洛（直译：新村），是烏克蘭的村落，位於該國西部赫梅利尼茨基州，由舍佩蒂夫卡區薩赫尼夫齊市鎮負責管轄，面積3.49平方公里，海拔高度283米，2001年人口945，人口密度每平方公里270.9人。